# Anselmo Anselmi
Anselmo Anselmi (* 1859 in Arcevia, Provinz Ancona; † 7. Dezember 1907 ebenda) war ein italienischer Lokalhistoriker
Er beschäftigte sich mit der Geschichte und Kunstgeschichte von Arcevia und war als Ispettore Onorario degli Scavi e Monumenti di Arcevia tätig. Er sammelte antike und mittelalterliche Objekte aus Arcevia, die sich heute im dortigen Museo Archeologico befinden.

## Veröffentlichungen (Auswahl)
- Il prospetto cronologico della vita ed opere di Ercole Ramazzani. Jesi 1888.
- A proposito della classificazione dei monumenti nazionali nella Provincia di Ancona. Foligno 1888.
- Sopra un nuovo e più conveniente collocamento dei due quadri di Luca Signorelli e dell’altare Robbiano nella chiesa di S. Medardo. Florenz 1889.
- Le maioliche Robbiane nelle Marche. Rom 1893.
- La pianta panoramica di Roccacontrada, oggi Arcevia, disegnata da Ercole Ramazzani nel 1594. Florenz 1906.